# Scarpellini (cràter)
Scarpellini és un cràter d'impacte en el planeta Venus de 27,1 km de diàmetre. Porta el nom de Caterina Scarpellini (1808-1873), astrònoma italiana, i el seu nom va ser aprovat per la Unió Astronòmica Internacional el 1991.